# Klášter Solesmes
Klášter svatého Petra v Solesmes (francouzsky Abbaye Saint-Pierre de Solesmes, latinsky Abbatia Sancti Petri Solesmensis) je benediktinské opatství v obci Solesmes ve francouzském départementu Sarthe. Nachází se poblíž obce Sablé-sur-Sarthe mezi trojicí měst Laval, Le Mans a Angers na řece Sarthe.

## Historie

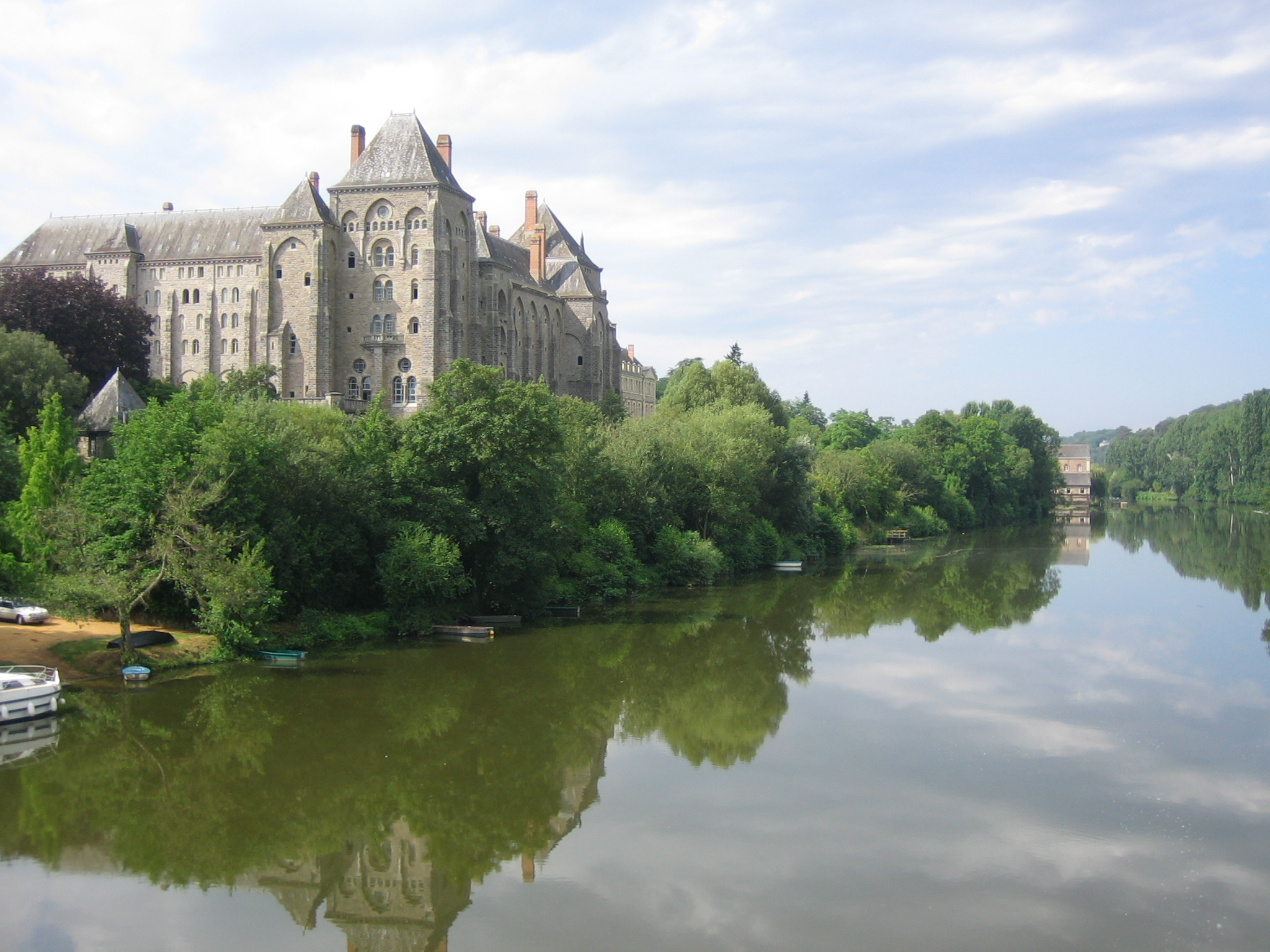
Opatství St. Pierre v Solesmes

### Před revolucí
Benediktinský klášter zde byl založen roku 1010 jako převorství podřízené opatovi v St. Pierre La Couture nedalekého Le Mans. Ve stoleté válce byl klášter dvakrát vypleněn a jednou téměř úplně zničen. Za převora Philiberta de la Croix na konci 15. století započala obnova kostela.
Philibertův nástupce Jean Bougler dokončil stavbu kostela a nechal zhotovit velmi hodnotné vnitřní zařízení. Po jeho smrti roku 1556 již neměl klášter řádného převora, nýbrž pouze řadu převorů „in commendam“. Během hugenotských válek byl klášter přímo ohrožen. K jeho obraně postavili mniši barikády.
Roku 1664 byl konvent připojen k řádu mauristů, reformní větvi benediktinů. Maurističtí mniši převorství roku 1722 přestavěli. Následkem sekularizace bylo roku 1791 převorství v Solesmes rozpuštěno a poté zcela zpustlo.

### Po revoluci

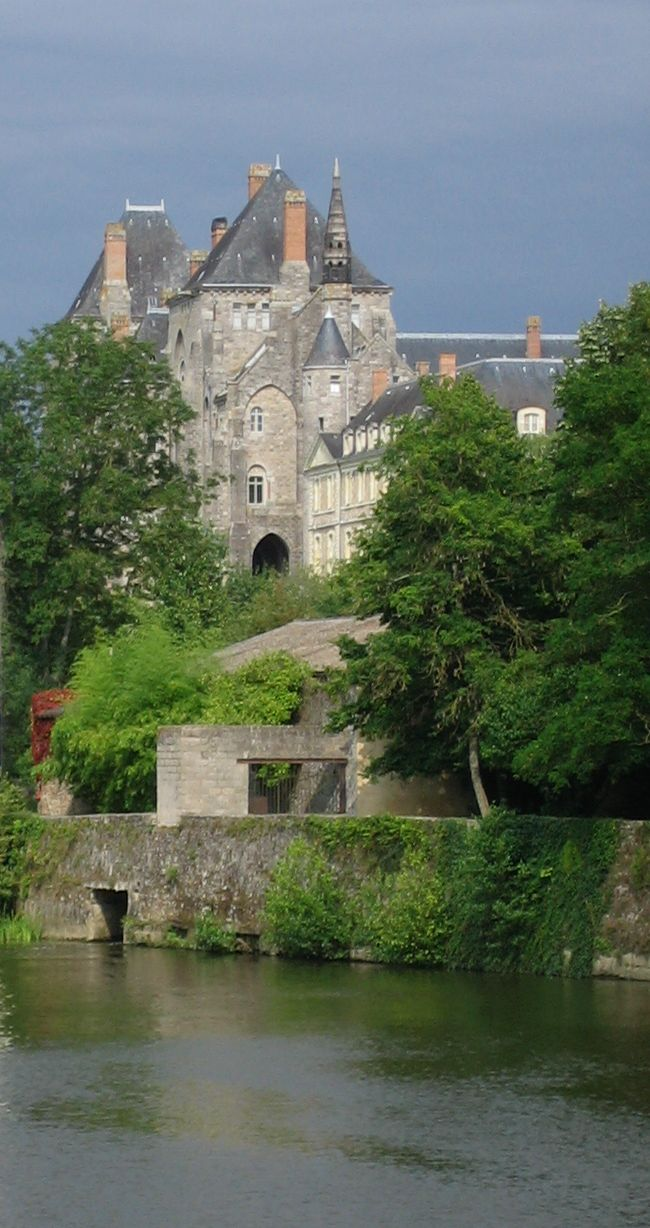
Pohled na opatství od západu

Kněz Prosper-Louis-Pascal Guéranger koupil zpět roku 1832 klášterní budovy a 11. července 1833 založil komunitu, která byla v roce 1837 povýšena na opatství, a stal se prvním opatem. Zároveň papež Řehoř XVI. založil kongregaci ze Solesmes (Congregatio Gallica, dnes: Congrégation de Solesmes), jejímž generálem byl opat ze Solesmes.
Díky osobnosti opata Guérangera Solesmes brzy silně přispělo k obnově katolické církve ve Francii. Ve svém nakladatelství opatství tisklo pojednání především o liturgických otázkách. Opatství bylo původně ultramontánní a zásadně se podílelo na šíření římské liturgie a upozadění diecézních liturgií. Ze Solesmes se rozšířila myšlenka liturgického hnutí do celé Evropy. Zásluhy mnichů rozpoznal papež Pius IX. a solesmeského učence Jeana-Baptiste-Françoise Pitru jmenoval kardinálem. Poté, co byli na konci 19. století mniši laicistickou státní mocí třikrát vyhnáni, a pokaždé se zakrátko mohli vrátit zpět, nakonec museli Francii opustit kvůli kongregačním zákonům z roku 1901. Usídlili se na ostrově Wight a zpět do Francie se mohli vrátit teprve roku 1922.

### Převoři a opati
Viz seznam solesmeských převorů a opatů
Opati
- Prosper Guéranger, 1837–1875
- Charles Couturier, 1875–1890
- Paul Delatte, 1890–1921
- Germain Cozien, 1921–1959
- Jean Prou, 1959–1992
- Philippe Dupont, od roku 1992

Zdroj: Opaté ze Solesmes|2. července 2009[nedostupný zdroj]

### Restaurace gregoriánského chorálu
Spolu s obnovou liturgie došlo také k restauraci gregoriánského chorálu, kdy nejprve pod vedením Prospera-Louise-Pascala Guérangere a poté díky intenzivní pomoci mnichů Paula Jausionse a Josepha Pothiera z opatství Solesmes, dosáhl svého novodobého rozkvětu. Po smrti opata Guérangera práce pokračovaly především zásluhou mnicha André Mocquereaua a následně ovlivnily celosvětové přijetí tohoto umění. Roku 1928 do opatství vstoupil Eugène Cardine, od roku 1940 první kantor a zakladatel gregoriánské semiologie. Opatství Saint-Pierre de Solesmes od roku 1864 vydalo či ovlivnilo množství významných graduálů.

#### Publikace
| Rok  | Vydáno                                         | Autor / vydavatel    |
| ---- | ---------------------------------------------- | -------------------- |
| 1864 | Directorium Chori                              | Dom Paul Jausions    |
| 1883 | Liber Gradualis                                | Dom Joseph Pothier   |
| 1889 | Paléographie musicale a Codex Sangallensis 359 | Dom André Mocquereau |
| 1896 | Liber Usualis                                  | Dom André Mocquereau |
| 1905 | Editio Vaticana: Kyriale                       | Vatikán              |
| 1908 | Editio Vaticana: Graduale                      | Vatikán              |
| 1912 | Editio Vaticana: Antiphonale                   | Vatikán              |
| 1934 | Antiphonale Monasticum                         | opatství St. Pierre  |
| 1954 | Études Grégoriennes                            | opatství St. Pierre  |
| 1957 | Le Graduel Romain - svazek I                   | opatství St. Pierre  |
| 1960 | Le Graduel Romain - svazek II                  | opatství St. Pierre  |
| 1962 | Le Graduel Romain - svazek III                 | opatství St. Pierre  |
| 1966 | Graduel Neumé                                  | Dom Eugène Cardine   |
| 1968 | Semiologia Gregoriana                          | Dom Eugène Cardine   |
| 1974 | Graduale Romanum                               | opatství St. Pierre  |
| 1979 | Graduale Triplex                               | opatství St. Pierre  |